# Louis Castle
Louis J. Castle, II (ur. 1964 lub 1965) – amerykański producent gier komputerowych.
W 1985 roku razem z Brettem Sperrym założył Westwood Studios. Gdy w 1998 roku Electronic Arts wykupiło studio został wiceprezesem i menadżerem generalnym EA's Blueprint Studio. Od 2003 do 2009 roku był wiceprezesem rozwoju kreatywnego oddziału Electronic Arts w Los Angeles. Od lipca 2009 do grudnia 2010 pełnił funkcję dyrektora generalnego InstantAction. Od lutego do września 2011 roku był wiceprezesem Zyngai.
W 1999 roku otrzymał Spotlight Award za całokształt twórczości.
W 2009 roku razem ze Stevenem Spielbergiem i Amirem Rahimim otrzymał nagrodę British Academy Game Awards za grę Boom Blox w kategorii najlepsza gra casualowa.

## Twórczość
| Gra                                              | Rok  | Rola                                                            |
| ------------------------------------------------ | ---- | --------------------------------------------------------------- |
| Fraction Action                                  | 1986 | grafik                                                          |
| BattleTech: The Crescent Hawk's Inception        | 1988 | programista                                                     |
| California Games                                 | 1988 | programista, grafik                                             |
| Donald’s Alphabet Chase                          | 1988 | główny projektant, grafik                                       |
| Mars Saga                                        | 1988 | projektant, programista, grafik                                 |
| A Nightmare on Elm Street                        | 1989 | dyrektor artystyczny                                            |
| Circuit's Edge                                   | 1990 | dyrektor artystyczny                                            |
| DragonStrike                                     | 1990 | projektant                                                      |
| Goofy’s Railway Express                          | 1990 | projektant                                                      |
| Mickey’s Runaway Zoo                             | 1991 | projektant                                                      |
| DragonStrike                                     | 1992 | projektant, programista, grafika                                |
| Dungeons & Dragons: Warriors of the Eternal Sun  | 1992 | projektant, programista                                         |
| The Legend of Kyrandia: Hand of Fate             | 1993 | menadżer artystyczny                                            |
| Young Merlin                                     | 1993 | producent, projektant                                           |
| The Lion King                                    | 1994 | producent, dyrektor kreatywny                                   |
| Monopoly                                         | 1995 | producent, projektant                                           |
| Blade Runner                                     | 1997 | producent wykonawczy, dyrektor techniczny, dyrektor artystyczny |
| Lands of Lore: Guardians of Destiny              | 1997 | produkcja kreatywna                                             |
| Command & Conquer: Tiberian Sun                  | 1999 | podkładanie głosu                                               |
| Command & Conquer: Tiberian Sun Platinum Edition | 1999 | podkładanie głosu                                               |
| Lands of Lore III                                | 1999 | producent wykonawczy                                            |
| Command & Conquer: Renegade                      | 2002 | producent wykonawczy, projektant                                |
| Pirates: The Legend of Black Kat                 | 2002 | producent wykonawczy                                            |
| Command & Conquer 3: Wojny o tyberium            | 2007 | dyrektor kreatywny                                              |
| Boom Blox                                        | 2008 | producent wykonawczy                                            |
| Boom Blox Bash Party                             | 2009 | producent wykonawczy                                            |
| Źródło: Moby Games                               |      |                                                                 |